# Leistung (Schule)
Als Schulleistung wird das intellektuelle, physische und künstlerische Lernergebnis nach Aneignung eines schulischen Lernstoffes bezeichnet. Auftrag der Schulen ist die Vermittlung von Wissen, Fähigkeiten und Fertigkeiten sowie das Erlernen des selbstständigen Denkens und Handelns. Dies beinhaltet auch das Üben und Anwenden der vermittelten Inhalte sowie das Aneignen von sozialen Kompetenzen. Die Leistungsbewertung wird meist durch Noten, die sich innerhalb verschiedener Skalen bewegen oder durch Leistungsbeschreibungen ausgedrückt. Die ebenfalls im Auftragskanon der Schulen verankerte Vermittlung von Werten und Wertvorstellungen, wie sie im Grundgesetz, in den Landesverfassungen und in § 1 des Schulgesetzes niedergelegt sind, entzieht sich weitestgehend einer Leistungsfeststellung. Wertvorstellungen werden entsprechend zwar gefördert, aber nicht benotet.
Leistung lässt sich nach Wolfgang Klafki aus pädagogischer Sicht definieren als „Ergebnis und Vollzug einer zielgerichteten Tätigkeit, die mit Anstrengung verbunden ist und für die Gütemaßstäbe anerkannt werden“ und die somit beurteilt wird. Dieser Definition entsprechend ist der Begriff der Schulleistung definiert als ein von der Schule gefordertes und vom Schüler zu erbringendes Ergebnis seiner Lerntätigkeit einerseits sowie des damit verbundenen Lernprozesses andererseits. Sie wird weitgehend unabhängig von besonderen Lernbedingungen des Schülers nach einer Norm gemessen. Weder der Anteil der Lehrer-Schüler-Beziehung an der Lernmotivation, noch familiär günstige oder hemmende Voraussetzungen sollen bei der Leistungsbewertung berücksichtigt werden. Die Leistung umfasst also im pädagogischen Sinne sowohl Anstrengungen, die aufgrund von schulischen Leistungsanforderungen unternommen werden, als auch deren Ergebnis.
Der Didaktiker Eiko Jürgens ergänzt diese Begriffsdefinition und unterscheidet für sein Konstrukt fünf Komponenten, welche Merkmale für einen pädagogischen Leistungsbegriff beinhalten. Schulische Leistungen sind demnach
- norm- und zweckgebunden
- anlage- und umweltbedingt
- produkt- und prozessorientiert
- individuelles und soziales Lernen und
- problemmotiviertes und vielfältiges Lernen.

Von diesen Komponenten ausgehend, entsteht ein dynamischer Leistungsbegriff, welcher stets eine individuelle, eine soziale und eine kriteriumsorientierte Bezugsnorm beinhaltet. Dies führt gleichzeitig dazu, dass nicht nur das Ergebnis einer Tätigkeit bewertet, sondern vielmehr der Entstehungsprozess in den Mittelpunkt der Leistungsbeurteilung gerückt wird. Aber auch dabei sollen die Leistungen der Schüler insbesondere nach ihren Ergebnissen beurteilt werden, die sie im Schulalltag erbringen. In diesem Zusammenhang weist G.E. Becker darauf hin, dass er es pädagogisch und ethisch für fragwürdig hält, aus der Bewertung der Schulleistung den Wert eines Menschen zu ermitteln.

## Funktionen der Leistungsbewertung im schulischen Kontext
Die folgenden Funktionen sind pädagogische Funktionen, da sie sich auf den Lehr- oder Lernprozess beziehen.

### Berichtsfunktion
Die Bewertung von Leistungen liefert in erster Linie dem Schüler Informationen über seine Leistungen, wendet sich in zweiter Linie aber auch an die Eltern. Der Vergleich mit dem Leistungsstand anderer Schüler derselben Klasse ist im Zuge des Schutzes von Leistungsdaten etwas in den Hintergrund gerückt.
Kritik
Die Zifferninformationen hat nur eine begrenzte Aussagekraft, da sie keinen ausführlichen Bericht über die Leistung des Schülers bietet.

### Feedback-Funktion/Diagnosefunktion
Schüler erhalten durch Noten eine weitgehend normierte Einschätzung ihrer Leistungen. Wird zudem die Leistung einer ganzen Lerngruppe betrachtet, bietet es auch der Lehrkraft eine Diagnose, inwieweit die gesetzten Lern- bzw. Lehrziele erreicht wurden. Bei auftretenden Mängeln können Lehrer durch Interventionsmaßnahmen die Wissenslücken ihrer Schüler schließen.
Kritik
Eine Note, die nur in Form einer Ziffer vergeben wird, stellt ein ungenaues Feedback dar. Es fehlen Hinweise, was in Zukunft besser gemacht werden soll. Geeigneter wäre ein ausführliches Feedback mündlicher oder schriftlicher Art.

### Motivationsfunktion
Mithilfe von Zensuren kann die Leistungsmotivation von Schülern gesteigert werden. Positive Zensuren können als positive Verstärkung der Leistungsmotivation wirken. Dabei handelt es sich eher um die extrinsische Motivation. Bei schwachen Leistungen wird die Motivationsfunktion dagegen oft im Zusammenhang mit der Disziplinierungsfunktion gebracht.
Kritik
Wenn eine Motivation aus Furcht vor schlechten Noten entwickelt wird, dann kann sich diese nicht positiv auswirken. Jene Schüler, die dauerhaft schlechte Noten bekommen, werden dadurch womöglich nicht motiviert, sondern demotiviert.

### Selektionsfunktion
Zensuren dienen der Steuerung, da auf dieser Grundlage entschieden wird, welche Schullaufbahn eingeschlagen und welcher Abschluss erlangt werden kann. Zensuren bilden somit die Basis von Prognosen, wie sich die Leistungen eines Schülers in der Zukunft entwickeln werden. Diese reichen über die Schulzeit hinaus und betreffen auch die anschließende Berufsausbildung oder das Studium.
Kritik
Noten sind nur eine Bewertung von Leistungsausschnitten, die zu einem bestimmten Zeitpunkt erbracht wurden. Die Leistungen der Vergangenheit sollen demnach keinen Prognosewert für die zukünftigen Leistungen haben.

## Kritik am System der Leistungsbewertung
Die den mangelhaften Leistungen nachfolgende Wiederholung des Stoffes (Sitzenbleiben) wird von den Betroffenen häufig als Auslese empfunden. Auch kann sich in manchen Fällen durch die Leistungsbewertung eine Hierarchie innerhalb einer Klasse ausbilden. Beides wird von einigen Seiten als Nachteil der Leistungsbewertung empfunden. Das Problem der Leistung in der Schule wird seit Ende der sechziger Jahre sowohl in der Pädagogik als auch in der Öffentlichkeit kontrovers diskutiert. Auch Zensuren waren schon immer Gegenstand reger Diskussionen.

### Kritik an der Leistungsbewertung im deutschen Bildungssystem
Der Leistungsbegriff ist ein in der Pädagogik seit den 1960er Jahren kontrovers diskutierter Begriff. So stellte sich immer wieder die Frage, inwieweit beziehungsweise ob Leistungsbewertung den eigenen Ansprüchen von Objektivität und Gleichheit für alle Schüler gerecht werden kann. An welcher Norm beziehungsweise welchen Standards orientiert sie sich denn? Oft werden die während der Ausbildung vermittelten Kriterien der Bewertung als selbstverständlich funktional und gerecht wahrgenommen. Und natürlich kommt man um einheitliche Bewertungsverfahren im deutschen Schulsystem nicht herum. Dennoch gibt es einige Punkte, die zu hinterfragen sind. Wenn man sich zunächst nur die Schulfächer anschaut, in denen mit einheitlichen Vorgaben bewertet wird, so scheinen Standardbögen zur Bewertung in Fächern wie Mathematik und den Naturwissenschaften zunächst gerechtfertigt, handelt es sich doch um inhaltlich eindeutig abfragbares Wissen. Bei Fächern wie Deutsch, Kunst oder Ethik wiederum ist fraglich, ob alle gleich und gerecht bewertet werden können. Schreibt ein Schüler beispielsweise eine Klassenarbeit zum Thema Gedichtinterpretation, stellt sich generell die Frage, wie man eine „Interpretation“ bewerten kann. Des Weiteren sind selbst Standardbögen zur Bewertung, deren Nutzung in deutschen Schulen gesetzlich vorgeschrieben ist, auf verschiedene Weisen interpretierbar. So sind Formulierungen wie „sehr gut“, „gut“ etc. immer auch der Interpretation des jeweiligen Lehrpersonals unterworfen. Was der eine Lehrer als „gut“ empfindet, kann für den anderen nur „befriedigend“ sein. Wo der eine Lehrer bei der Leistungsbewertung ein Auge zudrückt, weil er merkt, dass sich ein Schüler scheinbar Mühe gibt, wird ein anderer keine Rücksicht nehmen. Ansprüche, Erwartungen und Vorurteile sind in allen Menschen auf unterschiedlichste Weise unterbewusst verankert und haben einen nicht zu vernachlässigenden Einfluss auf die Leistungsbewertung.
Fraglich ist auch, ob Lehrer eine Leistung mit allen relevanten Faktoren wie Motivation, Fleiß, Lernaufwand etc. neutral und als außenstehender Beobachter überhaupt bewerten können. Der Zugriff auf solche Faktoren aus der Beobachtung heraus mündet allenfalls in einer vagen Unterstellung von Ausprägungen solcher Faktoren, der man durchaus Willkürlichkeit unterstellen kann. Zunächst handelt sich bei der Leistungsbewertung um eine Methode der Institution Schule. Dieser werden wiederum zwei Funktionen zugeschrieben. Eine ist die „gesellschaftliche“ Funktion und eine die „pädagogische“. So Fend zur „gesellschaftlichen Funktion“ der Schule: „Jedoch stimmen alle ernstzunehmenden Erziehungssoziologen darin überein, daß das Schulsystem gesellschaftlich gesehen die Funktion hat, soziale Strukturen und die damit verbundenen ökonomischen, politischen und kulturellen Handlungssysteme und bestehende Verhältnisse zu reproduzieren“ (Rolff 1967/1997, S. 10). Da die Gesellschaft eine soziale Schichtung aufweist, ist es auch Aufgabe der Schule, durch Selektions- und Allokationsverfahren diese Ordnung aufrechtzuerhalten. Dabei fällt sofort die negative Konnotation von Selektion auf, welche in den 70er Jahren durch Fend relativiert wurde. Demnach geht es beim Begriff Selektion „nicht nur um das Abschneiden von gesellschaftlichen Chancen, sondern um auch den gesellschaftlichen Aufstieg breiter Bevölkerungsschichten durch höhere Schulabschlüsse, also um die Sicherung der Chancengleichheit für alle.“ Eine solche inhaltliche Aussage entproblematisiert zwar Leistungsbeurteilung als Problem an sich nicht, ist aber deren Legitimationsgrundlage, zumindest aus gesellschaftlicher Sicht.

## Einflüsse auf die Schulleistung
Schulische Leistungen stellen ein komplexes Gefüge aus verschiedenen Bedingungen dar, die in einem dynamischen Zusammenspiel untereinander wirken:
- Persönlichkeit des Schülers
- Familie und soziales Umfeld
- Schulische Voraussetzungen und Lehrerpersönlichkeit
- Weitere Faktoren: Motivation, Interaktionseffekte

### Persönlichkeit des Schülers
Zum Ergebnis eines Leistungsprozesses tragen nicht nur kognitive Faktoren (wie Intelligenz oder Wissen), sondern in hohem Maße auch individuelle, nicht-kognitive Bedingungen bei. Hierzu zählen beispielsweise Leistungsmotivation, Angst, Selbstbild, Fähigkeitsselbstkonzept, Extraversion/Introversion, Interessen, Emotionen, Frustrationstoleranz, Willenskontrolle, Werthaltungen, Attribuierungsverhalten, Beliebtheit usw. Je nach Art und Weise der Wechselwirkung aktueller Bedingungsfaktoren (persönliche Probleme oder Sorgen) und früherer Entwicklungsbedingungen (z. B. Erziehung) wirkt sich diese nicht nur auf die außerschulische Welt des Schülers, sondern auch auf seine Leistungssituation aus.

### Familie und soziales Umfeld
Zu den familiär bedingten Auswirkungen auf Leistung zählen soziale Herkunft, Milieu bzw. Bildungsschicht, Erziehungsstil, Art und Ausmaß der Förderung des Kindes, Leistungserwartungen der Eltern etc. Allein schon durch die Übertragung der elterlichen Erbinformationen wird die Entwicklung kognitiver Fähigkeiten beeinflusst. Gleichzeitig trägt die aktuelle Situation in Familie und Freundeskreis zur Leistungsfähigkeit bei. Neben der Familie spielen die Zugehörigkeit zu Peergroups und weitere wichtige Bezugspersonen eine entscheidende Rolle.

### Schulische Voraussetzungen und Lehrerpersönlichkeit
Soziale Zusammensetzung, Klassenstärke und Atmosphäre stellen sowohl in positiver als auch negativer Hinsicht leistungsbeeinflussende Bestandteile dar. Zusätzlich kommt es auf Merkmale des Lehrers, seinen Unterrichtsstil sowie die Berufserfahrung an, ob eventuelle Schwierigkeiten (enorme Klassengröße, Konkurrenzdenken innerhalb der Klasse u. Ä.) kompensiert werden können.

### Weitere Faktoren: Motivation, Interaktionseffekte, Schlaf
Die oben aufgeführten Punkte stehen in ständigem Austausch miteinander. So entwickeln sich Schulleistungen aus einer Interaktion zwischen Lehrer und Schüler. Deshalb ist es von wesentlicher Bedeutung, wie Lehrer Leistungsverhalten wahrnehmen, beurteilen und beeinflussen. Ebenfalls wirkt das Zusammenspiel Eltern und Schule bzw. Lehrer in beiderlei Richtungen. Eine direkte Verbindung besteht zur extrinsischen oder intrinsischen Schülermotivation. Intrinsische Motivation kann als Indikator für schulische Leistungsbereitschaft angesehen werden, wohingegen extrinsische Motivation (häufigste Form der Schülermotivation) dieser entgegenwirken kann. Neuere Studien zeigen zudem, dass die kognitive Leistungsfähigkeit von Lernenden mit der Qualität und der Dauer ihres Schlafs in der Nacht zuvor zusammenhängt. Den Untersuchungen zufolge erbrachten die Schulkinder am nächsten Morgen bessere Leistungen, wenn sie gut geschlafen hatten. Sie zeigen ebenfalls bessere Leistungen, wenn sie so lange wie persönlich gewohnt geschlafen hatten. Negativ wirkte sich weniger oder deutlich mehr Schlaf als gewöhnlich aus.

## Übertritt als besondere Leistungssituation

### Kritisches Lebensereignis
Der Wechsel auf eine andere Schulart stellt für manche Schüler ein kritisches Lebensereignis dar, das folgende Schwierigkeiten bzw. Herausforderungen mit sich bringt:
- Der Schüler muss sich an eine neue Situationen anpassen.
- Der Übertritt kann die psychosoziale Entwicklung beeinflussen.
- Sowohl die leistungsbezogenen und sozialen Anforderungen und der Bewertungsmaßstab ändern sich.
- Manchmal verändern sich die Bewertungen im Zuge des Bezugsgruppenwechsels, damit kann sich auch das Selbstkonzept ändern.

### Psychische und physische Belastung
Das Erreichen eines bestimmten Notendurchschnitts für den Übertritt kann zu einem Notendruck führen. Dieser Druck kann durch die Erwartungen des sozialen Umfelds verstärkt werden, insbesondere, wenn die Eltern einen höheren Bildungsweg wünschen. Dies kann ein Spannungsfeld zwischen Eltern, Lehrer und Kind erzeugen, das sich in Einzelfällen in negativen Interaktionen äußert. Manchmal kann es zwischen den Mitschülern zu einem Konkurrenzdenken kommen. Außerdem reagieren einzelne Kinder mit einer Belastungssymptomatik, die sich beispielsweise in Bauchschmerzen, Kopfschmerzen aber auch Problemverhalten niederschlägt.

### Probleme der Leistungsbewertung für den Übertritt
Das Resultat der Untersuchung von Ditton ergab 1992 eine verminderte Leistungsfähigkeit bei Unterschichtschülern und eine ebenso klaren Vorsprung in der Leistungsfähigkeit von Schülern aus der oberen Mittelschicht. Ein Schüler aus der oberen Mittelschicht bekommt aber bei gleicher Note die gleiche Empfehlung für das Gymnasium wie der Schüler aus der Unterschicht.

## Leistungsmessung
Sinnvolle Leistungsmessung in Schulen setzt voraus, dass man Standards für Leistungen in der Schule hat, beispielsweise in Form von Bildungsstandards, und dass man Leistung messen kann. Maßstäbe für Leistungen in der Schule gab es auch ohne von der Schulbehörde verbindlich festgelegte Normen. Sie ergaben sich aus den Interpretationen des Lehrpersonals, mit denen die Vorgaben der Behörden im Alltag erfüllt wurden (siehe: Schulgesetze).
Der Zweck der Leistungsmessung in Schulen besteht „nicht“ im Schülervergleich oder einer Hierarchiebildung unter den Mitschülern. Nach Vorgabe der Notenbildungsverordnung (NVO), etwa von Baden-Württemberg soll die Schulnote den aktuellen Leistungsstand eines Schülers in einem bestimmten Bereich widerspiegeln. Es kommt ihr die Aufgabe zu, möglichst objektiv den Lernfortschritt des einzelnen Schülers zu dokumentieren. Maßstab für die Beurteilung durch den Lehrer sind die Zielvorgaben des Lehrgangs und die entsprechende Einschätzung des individuellen Leistungsstands, nicht der Schülervergleich. Im pädagogischen Sinne dient die Notengebung darüber hinaus der Rückmeldung des festgestellten Leistungsniveaus an den Lernenden und seine Eltern. Der Lehrperson hilft sie über das Erfassen der einzelnen Schülerleistung und derjenigen der Lerngruppe, den Lernverlauf zu verfolgen, den eigenen Lehrerfolg zu bestimmen und über entsprechende Maßnahmen über den weiteren Bildungsprozess zu entscheiden. Die Schulnote bietet die Möglichkeit, eine Leistung knapp und allgemein verständlich zu bewerten.
In der internationalen Literatur über schulische Leistungsmessung wird die Unterscheidung zwischen summativer und formativer Leistungsmessung (formative classroom assessment) betont (z. B. Black & Wiliam 1998; Maier 2010). Eine summative Leistungsmessung erfasst das Wissen und Können von Lernenden am Ende einer Unterrichtseinheit oder eines Bildungsabschnitts und damit den aktuellen Leistungsstand. Formative Leistungsmessungen finden vor oder während des Lehr-Lernprozesses statt und dienen überwiegend der Optimierung des Unterrichts bzw. sind Grundlage für individuelle Fördermaßnahmen (z. B. Maier, Hofmann & Zeitler 2012). Formative Leistungsmessung umfasst folgende Komponenten (z. B. Black & Wiliam 2009):
- Lehrer und Schüler verständigen sich über die Ziele von Unterricht und Kriterien zur Bewertung der Leistungen.
- Während des Unterrichts werden Situationen mit diagnostischem Potenzial arrangiert (Fragen, Aufgaben, kleinere Tests usw.)
- Schüler werden an der Messung und Beurteilung ihrer eigenen Leistungen aktiv beteiligt (peer and self assessment).
- Die diagnostischen Informationen werden zur Optimierung des weiteren Lehr-Lern-Prozesses genutzt.

Je nach Schulfach, Thema bzw. Vorwissen der Schüler können unterschiedliche Instrumente und Verfahren der formativen Leistungsmessung zur Anwendung kommen. Beispiele hierfür sind curriculumbasierte Lernverlaufsdiagnosen (z. B. Strathmann & Klauer 2010), Aufgaben mit Diagnosepotenzial (z. B. Sjuts 2007) oder standardisierte Verfahren zur Erfassung des Vorwissens (z. B. Hamburger Schreibprobe).